# إبراهام بوس
إبراهام بوس (بالهولندية: Abraham Bos)‏ هو مؤرخ وفيلسوف هولندي، ولد في 1943.